# Eine kleine Stadt in Deutschland
Eine kleine Stadt in Deutschland (engl. Originaltitel: A Small Town in Germany) ist die deutschsprachige Ausgabe des 1968 erschienenen fünften Romans von John le Carré. Die deutsche Übersetzung von Dietrich Schlegel und Walther Puchwein erschien ebenfalls bereits 1968.
Eine kleine Stadt in Deutschland ist ein Spionageroman über die Suche nach einem verschwundenen Mitarbeiter der britischen Botschaft in Bonn. Politischer Hintergrund ist einerseits die erneute britische Bemühung um eine Aufnahme in die EWG  und andererseits ein um die Mitte der 1960er-Jahre befürchtetes Wiedererstarken der Rechten in Deutschland. Die titelgebende kleine Stadt ist der damalige bundesdeutsche Regierungssitz Bonn.
Der Roman besteht aus 17 Kapiteln sowie einem Prolog und einem Epilog. Protagonisten sind Rawley Bradfield, Leiter der Politischen Abteilung der Britischen Botschaft; seine Frau Hazel; Alan Turner, Mitarbeiter des britischen Außenministeriums; Ludwig Siebkron, Mitarbeiter des bundesdeutschen Innenministeriums; Klaus Karfeld, Führerfigur der neuen politischen Rechten in der BRD; und Leo Harting, verschwundener Mitarbeiter der britischen Botschaft in Bonn.

## Inhalt
Der Roman beginnt mit Einblicken in das Alltagsgeschäft der Botschaft, das jedoch durchsetzt ist mit einer gewissen Sorge um sich entwickelnde Unruhen und Demonstrationen sowohl vonseiten der neuen politischen Rechten um den Essener Industriellen Klaus Karfeld als auch vonseiten der Studenten. Man befürchtet anti-britische und anti-europäische Tendenzen in der bundesdeutschen Politik. Vonseiten des deutschen Innenministeriums wird das britische Botschaftspersonal aufgefordert, „aus Sorge um die Sicherheit“ das Gebiet Bonns nicht zu verlassen. Gleichzeitig beginnt sich im Haus das merkwürdige Verschwinden des Zweiten Sekretärs Leo Harting sowie einer ganzen Reihe von Akten herumzusprechen.
Zur Untersuchung der Angelegenheit schickt das Londoner Außenministerium Alan Turner, der jedoch nur widerwillig nach Deutschland fährt. Turner befragt das Personal der Botschaft und muss dabei feststellen, dass Harting ein beliebter Mann war. Man befürchtet nun allerdings, dass er „strengstgehütete Geheimnisse an die Russen verraten“ hat. Da er in der Abteilung ‚Entschädigungsansprüche‘ tätig war, hatte er Einblick in geheimes NATO-Material. Außerdem bearbeitete er nebenbei den botschaftsinternen Kalender über „prominente Persönlichkeiten des öffentlichen Lebens in Deutschland“, was ihm Zutritt zu allen Bereichen des Hauses verschaffte. Turner stellt jedoch schon bald fest, dass Harting ein Protegé Rawley Bradfields war, der jahrelang seine Hand über ihn gehalten und mehrfach seinen Arbeitsvertrag verlängert hatte.
Langsam setzt sich während Turners Befragungen auch Hartings Lebensgeschichte zusammen: Er war im Krieg mit seinem Freund Praschko, inzwischen aufstrebender Politiker bei den Freien Demokraten, aus Deutschland nach England emigriert, dort auf eine Landwirtschaftsschule gegangen und schließlich zurückgekommen, um zuerst in West-Berlin, dann in der Botschaft zu arbeiten. Mehrere Mitarbeiter betonen die „Besessenheit“, mit der Harting an einem „großen Projekt“ arbeitete: „Er hatte eine Spur gefunden“, „etwas hatte von ihm Besitz ergriffen“, kurz vor seinem Verschwinden allerdings schien er etwas entdeckt zu haben, „als hätte er abgeschüttelt, was ihn die ganze Zeit belastet hatte. Die Jagd war vorüber“. Turner beginnt zu ahnen, dass „seine ganze Theorie von Anfang bis Ende falsch“ ist, denn nach all den Befragungen macht Harting nicht mehr den Eindruck eines politischen Überzeugungstäters oder eines Erpressten, sondern den eines Jägers, eines Verfolgers.
Auf einer Party bei Bradfield hat Turner eine Begegnung mit Ludwig Siebkron, einem trägen aber aalglatten undurchsichtigen höheren Beamten des deutschen Innenministeriums, der für die Sicherheit der Diplomaten zuständig ist und ebenfalls ein merkwürdig großes Interesse an Harting zeigt. Als Turner Hartings Wohnung in Königswinter durchsucht, kommt es zu einem
überraschenden, für die Botschaft unangenehmen Polizeieinsatz, so dass Bradfield Turner von seiner Aufgabe abzieht. Dann wird Harting plötzlich in der Stadt gesichtet, und als Turner sich am Ort von Hartings regelmäßigen Donnerstagstreffs auf die Lauer legt, taucht dort Hazel Bradfield auf – sie hatte eine jahrelange heftige Affäre mit Harting.
Schließlich entdeckt Turner in der Botschaft einen vergessenen Kellerraum, die sogenannte Rumpelkammer, die sich als geheimes Büro Hartings herausstellt. Hier arbeitete er an seinem ‚Projekt‘, nämlich der Entlarvung Karfelds als ehemaligen SS-Mann, der in einem Lager Menschenversuche mit Giftgasen durchgeführt hatte und die Ergebnisse sogar in seine lange nach dem Krieg verfertigte Dissertation hatte einfließen lassen. Harting hatte kurz vor seinem Verschwinden den endgültigen Beweis gefunden, der allerdings aus Gründen der Verjährung kaum etwas geändert hätte, so dass er in Hannover bereits einen Attentatsversuch auf Karfeld, der von Siebkron gedeckt und beschützt wird, unternommen hatte. Nun rechnet man mit einem weiteren Attentat in Bonn, wo Karfeld eine große öffentliche Rede halten wird. Harting wird allerdings kurz nach der Rede tot aufgefunden.

## Themen und Motive
John le Carré war von 1961 bis 1963 zweiter Botschaftsrat in Bonn, bis er im Anschluss als Konsul nach Hamburg versetzt wurde (von wo er im Februar 1964 aus dem Foreign Office ausschied). Seine Kenntnisse der damaligen bundesdeutschen Hauptstadt sind also aus erster Hand, ebenso sein Wissen über Vorgänge und Abläufe innerhalb einer Botschaft. Le Carré schildert Bonn und die Atmosphäre der Stadt hier jedoch in düstersten Farben: „Allein die Wahl Bonns als Wartesaal für Berlin war immer schon eine Ungereimtheit, jetzt ist sie ein Mißbrauch. Wohl kein anderes Volk als die Deutschen hätten es fertiggebracht, einen Kanzler zu wählen und ihm dann die Hauptstadt vor die Tür zu bringen. […] Mit diesem unnatürlichen Haupt-Dorf, diesem Insel-Staat, dem sowohl politische Identität als auch ein gesellschaftliches Hinterland fehlt und der sich auf Dauer zum Provisorium verpflichtet hat, ist die Britische Botschaft untrennbar verbunden. […] Sie wissen, was man von Bonn sagt: Entweder es regnet, oder die Bahnschranken sind runter. Tatsächlich passiert natürlich beides gleichzeitig. Eine Insel, durch den Nebel von der Welt abgeschnitten, so sieht’s hier aus. Es ist ein recht metaphysischer Flecken: die Träume haben die Realität völlig verdrängt. Wir leben irgendwo zwischen der jüngst vergangenen Zukunft und der nicht so weit zurückliegenden Vergangenheit.“
Ähnlich wie er schon in Krieg im Spiegel die Arbeit einer marginalisierten Behörde schilderte, beschreibt le Carré hier die sozialen Verhältnisse einer im Vergleich zu Paris, Washington, D.C. oder Rom eher randständigen Botschaft. Geprägt von britischen Klassenverhältnissen und Prägungen des Schulsystems und der Ausbildung ordnen sich die Diplomaten und Angestellten in die Botschaftshierarchie ein und verhalten sich entsprechend, obwohl bei sozialen Anlässen wie dem Botschaftschor, Sportveranstaltungen oder Partys auch eine gezielte Lässigkeit an den Tag gelegt wird.
An der Person Rawley Bradfields exemplifiziert le Carré das Dilemma und den Zynismus des zu Neutralität verpflichteten Diplomaten: Angesichts der honorigen Hintergründe von Hartings selbstgestellter Aufgabe – ein grausames Verbrechen aus der Nazizeit aufzudecken, noch dazu verübt von einem aktiven deutschen Politiker – geht Bradfield auf politische Distanz und pflegt einen wohlkalkulierten Zynismus. „Krisen sind kontrollierbar, Skandale sind es nicht. Haben Sie noch nicht begriffen, dass nur der äußere Schein zählt?“ sagt er zu Turner, der sich am Ende der Geschichte auf Hartings Seite stellt. „Ich glaube fest an Heuchelei. Durch nichts anderes kommen wir der Tugendhaftigkeit näher. Sie ist die Verkündigung dessen, was wir sein sollten. […] Ich diene dem äußeren Schein. […] Macht verdirbt immer, aber der Verlust von Macht verdirbt noch mehr. […] Harting hat das Gesetz der Mäßigung gebrochen.“

## Ausgaben
- 1968 deutsche Erstausgabe, gebunden, dt. von Dietrich Schlegel u. Walther Puchwein; Zsolnay, Wien/Hamburg.
- 1972 Taschenbuch, Rowohlt, Reinbek bei Hamburg, ISBN 3-499-11511-5.
- 1973 gebunden, Zsolnay, Wien/Hamburg.
- 1983 Taschenbuch, Lübbe, Bergisch Gladbach, ISBN 3-404-10302-1.
- 1991 kartoniert, Heyne, München, ISBN 3-453-04557-2.
- 1995 gebunden, Zsolnay, Wien, ISBN 3-552-04709-3.
- 1997 kartoniert, dtv, München, ISBN 3-423-20020-0.
- 2002 gebunden, List, München, ISBN 3-471-78093-9.
- 2005 Taschenbuch, List, München, ISBN 3-548-60534-6.
- 2007 gebunden, Klartext, Essen, ISBN 3-89861-785-8.

sowie Lizenzausgaben bei Büchergilde Gutenberg und Deutscher Bücherbund